# Quemedice enigmaticus
Quemedice enigmaticus är en spindelart som beskrevs av Cândido Firmino de Mello-Leitão 1942. 
Quemedice enigmaticus ingår i släktet Quemedice och familjen snabblöparspindlar. Inga underarter finns listade i Catalogue of Life.